# Arcoona Regio
L'Arcoona Regio è una struttura geologica della superficie di 25143 Itokawa.